# Ян Фредро (воєвода)
Ян Фредро з Нижнева гербу Бонча, званий «Сас» або «Шах» (пол. Jan Fredro, пом. після 1508) — шляхтич, військовик, урядник Королівства Польського (Яґеллонів).

## Життєпис

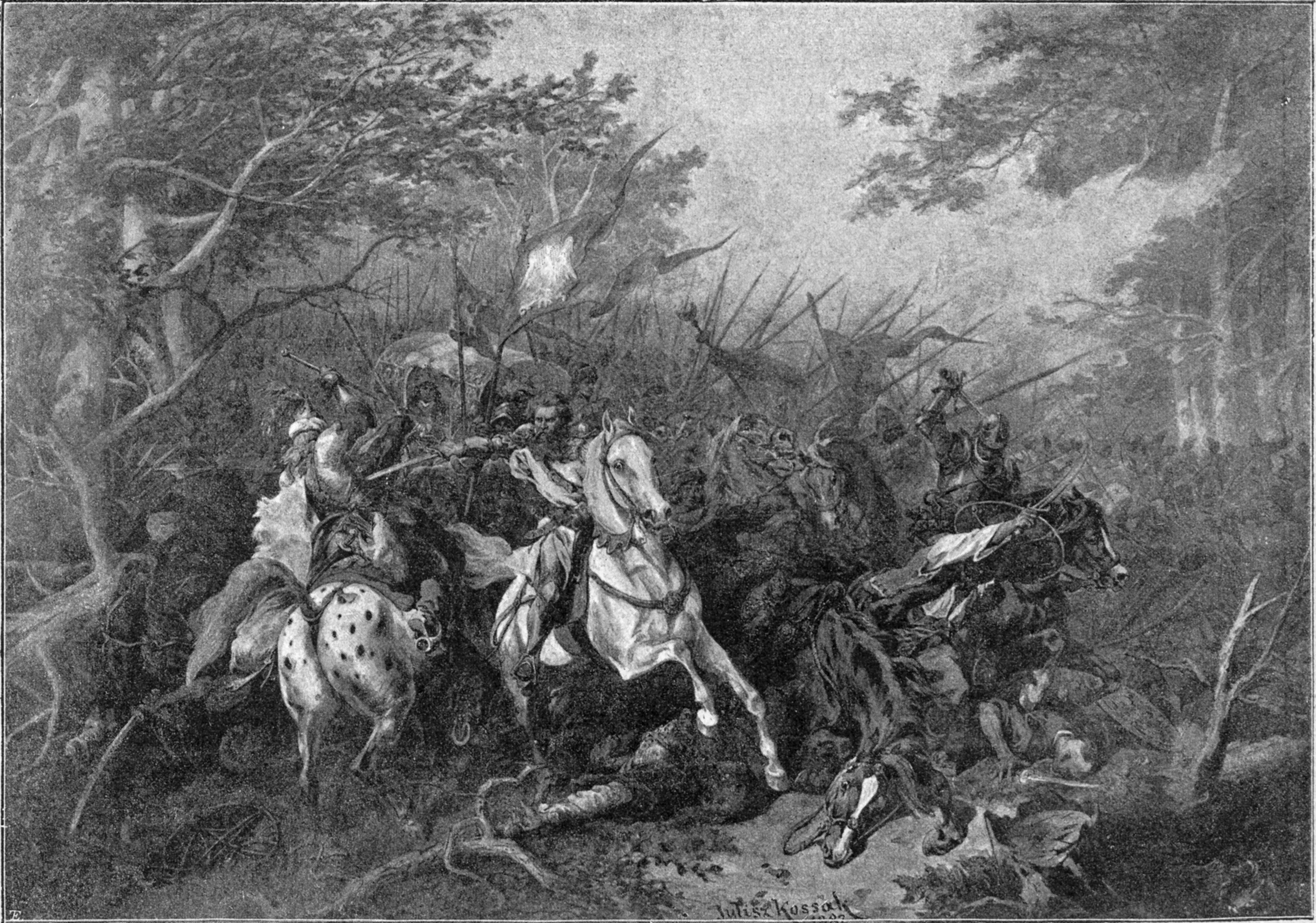
Ян Фредро рятує короля Яна Ольбрахта на Буковині

За Каспером Несецьким (що повторив Юзеф Гарбачик), він був сином підкоморія подільського Миколая Фредра та його дружини Анни з Кердеїв. Адам Бонецький стверджував, що він і його рідні брати Анджей (або Індрих, Гінджих, Інджик, Генрик) і Якуб) — сини другої дружини батька (Фредро (Фрідро) з Плешевичів) — Дороти Лігензянки, доньки ленчицького воєводи. Галицький каштелян Анджей Фредро був його зведеним братом.
Походив з Руського воєводства, Тлумацького повіту (поблизу Станиславова, потрібно відрізняти його від Яна Фредра з Чишок, званого «Голова», який був власником маєтку по галицькому каштелянові Анджею Фредрові з Плешевичів (пол. Pleszewic). Підписувався з Плешевичів, іноді з Новоседлиць, мав прізвисько Сас (Шах, Саш).
Згідно з легендою (Фр. Ґлінка), брав участь у молдавській виправі (поході) короля Яна І Ольбрахта, керуючи військом під Сучавою, обороняв короля і польське військо (від нього загинули Шошумило, Малаш, Мірза та його брат Ядин), був поранений двічі під час виправи, мав померти 1497 року. Легенда, ймовірно, неправдива; найправдоподібніше, що промови, виголошені до лицарства, і чини на полі бою і промова Кшеслава з Курозвенок на його похованні стосуються до Миколая Тенчиньського, який відзначився тоді. За Каспером Несецьким, деякі джерела твердили, що він був висланий Яном Ольбрахтом з дипмісією до Штефана ІІІ.
30 листопада 1497 року згаданий під час судової суперечки з сестрами Зофією, Катажиною стосовно села Чишок.
У 1465 році продав Бучацьким 2 села на Поділлі. 1502 року ділив з родичами село Ляцьке. До 1508 року був руським воєводою.

### Сім'я[7]
Дружина — Катерина Кердей з Оринина і Давидківців. Діти:
- Рафал, др. Катажина, донька Дерслава Вільчека
- Миколай, др. Комарницька
- Зигмунт, др. Анна (може, з Паньова)
- Францішек, др. Катажина Дершняк,
- Анна, чоловік Ян Гербурт, перемиський войський.[8]